# Interprétation de von Neumann-Wigner
L'interprétation de von Neumann–Wigner, également décrite comme « la conscience provoque l'effondrement », est une interprétation de la mécanique quantique dans laquelle la conscience est postulée comme étant nécessaire à l'achèvement du processus de mesure quantique.

## Contexte: observation en mécanique quantique
Dans l'interprétation orthodoxe de Copenhague, la mécanique quantique ne prédit que les probabilités pour différents résultats expérimentaux observés. Ce qui constitue un observateur ou une observation n'est pas directement spécifié par la théorie, et le comportement d'un système sous mesure et observation est complètement différent de son comportement habituel : la fonction d'onde qui décrit un système se déploie en une superposition de plus en plus large de différents situations. Cependant, pendant l'observation, la fonction d'onde décrivant le système se réduit à l'une des nombreuses options. S'il n'y a pas d'observation, cet effondrement ne se produit pas et aucune des options ne devient jamais moins probable.
On peut prédire en utilisant la mécanique quantique, en l'absence d'un postulat d'effondrement, qu'un observateur observant une superposition quantique se transformera en une superposition d'observateurs différents voyant des choses différentes. L'observateur aura une fonction d'onde qui décrit tous les résultats possibles. Pourtant, dans l'expérience réelle, un observateur ne sent jamais une superposition, mais sent toujours que l'un des résultats s'est produit avec certitude. Ce conflit apparent entre une description de la fonction d'onde et l'expérience classique est appelé le problème de l'observation (voir Problème de mesure).

## L'interprétation
Dans son livre de 1932 The Mathematical Foundations of Quantum Mechanics, John von Neumann a soutenu que les mathématiques de la mécanique quantique permettent de placer l'effondrement de la fonction d'onde à n'importe quelle position de la chaîne causale, de l'appareil de mesure à la « perception subjective » de l'observateur humain. En 1939, Fritz London et Edmond Bauer ont plaidé pour cette dernière limite (conscience). Dans les années 1960, Eugène Wigner a reformulé l'expérience de pensée « chat de Schrödinger » en « ami de Wigner » et a proposé que la conscience d'un observateur est la ligne de démarcation qui précipite l'effondrement de la fonction d'onde, indépendamment de toute interprétation réaliste (voir Conscience et mesure). L'esprit est postulé comme étant non physique et le seul véritable appareil de mesure.

Cette interprétation a été résumée ainsi : 

« Les règles de la mécanique quantique sont correctes mais il n'y a qu'un seul système qui peut être traité avec la mécanique quantique, à savoir l'ensemble du monde matériel. Il existe des observateurs externes qui ne peuvent pas être traités dans le cadre de la mécanique quantique, à savoir les esprits humains (et peut-être animaux), qui effectuent des mesures sur le cerveau provoquant l'effondrement de la fonction d'onde. »

Henry Stapp a défendu le concept comme suit : 

« Du point de vue des mathématiques de la théorie quantique, cela n'a aucun sens de traiter un appareil de mesure comme intrinsèquement différent de l'ensemble des constituants atomiques qui le composent. Un appareil n'est qu'une autre partie de l'univers physique... De plus, les pensées conscientes d'un observateur humain devraient être reliées causalement le plus directement et immédiatement à ce qui se passe dans son cerveau, et non à ce qui se passe à un appareil de mesure... Nos corps et nos cerveaux deviennent ainsi... des parties de l'univers physique décrit selon la mécanique quantique. Traiter l'univers physique entier de cette manière unifiée fournit une base théorique conceptuellement simple et logiquement cohérente... »

 Selon cette interprétation, "les facteurs associés à la conscience, tels que l'expérience de la méditation, les marqueurs électrocorticaux de l'attention focalisée et les facteurs psychologiques, y compris l'ouverture et l'absorption, sont significativement corrélés de manière prédite avec des perturbations dans le schéma d'interférence à double fente". Les expériences ont été menées à l'intérieur d'une chambre fermée à double paroi en acier et blindée électromagnétiquement avec une chaise pour un participant et une lampe. L'ordinateur (PC) à l'intérieur de la chambre contrôlait tous les aspects de l'expérience, y compris l'annonce des instructions d'attention vers et d'attention et l'acquisition d'images de motifs d'interférence à partir du dispositif à double fente. En somme, les résultats de ces expériences sont cohérents avec une interprétation de la théorie quantique liée à la conscience. Néanmoins, étant donné les défis ontologiques et épistémologiques présentés par une telle interprétation, davantage de recherches seront nécessaires pour confirmer, reproduire systématiquement et étendre ces résultats, en particulier à ceux qui ont moins expérimenté la méditation et/ou sont moins ouverts ou moins absorbants. Dans ces cas, l'interférence quantique devrait l'emporter sur l'effondrement induit par les champs de conscience de ces sujets moins expérimentés.

## Objections à l'interprétation
Il existe d'autres solutions possibles à l'expérience de pensée "l'ami de Wigner", qui n'exigent pas que la conscience soit différente des autres processus physiques. De plus, Wigner s'est en fait déplacé vers ces interprétations (et s'est éloigné de "la conscience provoque l'effondrement") dans ses dernières années. C'était en partie parce qu'il était gêné que "la conscience provoque l'effondrement" puisse conduire à une sorte de solipsisme, mais aussi parce qu'il a décidé qu'il avait eu tort d'essayer d'appliquer la physique quantique à l'échelle de la vie quotidienne (en particulier, il a rejeté son idée initiale idée de traiter les objets macroscopiques comme des systèmes isolés). Voir Conscience et Superposition.
Cette interprétation repose sur une forme interactionniste de dualisme qui est incompatible avec le matérialisme couramment utilisé pour comprendre le cerveau et accepté par la plupart des scientifiques (Le matérialisme suppose que la conscience n'a pas de rôle particulier par rapport à la mécanique quantique.). Nonobstant le problème de mesure, ils indiquent une fermeture causale de la physique, suggérant un problème avec la façon dont la conscience et la matière pourraient interagir, rappelant les objections au dualisme de la substance de Descartes.

« The only form of interactionist dualism that has seemed even remotely tenable in the contemporary picture is one that exploits certain properties of quantum mechanics. There are two ways this might go. First, some [e.g., Eccles 1986] have appealed to the existence of quantum indeterminacy, and have suggested that a nonphysical consciousness might be responsible for filling the resultant causal gaps, determining which values some physical magnitudes might take within an apparently "probabilistic" distribution... This is an audacious and interesting suggestion, but it has a number of problems... A second way in which quantum mechanics bears on the issue of causal closure lies with the fact that in some interpretations of the quantum formalism, consciousness itself plays a vital causal role, being required to bring about the so-called "collapse of the wave-function." This collapse is supposed to occur upon any act of measurement; and in one interpretation, the only way to distinguish a measurement from a nonmeasurement is via the presence of consciousness. This theory is certainly not universally accepted (for a start, it presupposes that consciousness is not itself physical, surely contrary to the views of most physicists), and I do not accept it myself, but in any case it seems that the kind of causal work consciousness performs here is quite different from the kind required for consciousness to play a role in directing behavior... In any case, all versions of interactionist dualism have a conceptual problem that suggests that they are less successful in avoiding epiphenomenalism than they might seem; or at least they are no better off than [naturalistic dualism]. Even on these views, there is a sense in which the phenomenal is irrelevant. We can always subtract the phenomenal component from any explanatory account, yielding a purely causal component. »

— David Chalmers, "The Irreducibility of Consciousness" in The Conscious Mind: In Search of a Fundamental Theory
L'interprétation a également été critiquée pour ne pas expliquer quelles choses ont une conscience suffisante pour effondrer la fonction d'onde. En outre, il postule un rôle important pour l'esprit conscient, et on s'est demandé comment cela pourrait être le cas pour l'univers antérieur, avant que la conscience n'ait évolué ou émergé. Il a été soutenu que  "la conscience provoque l'effondrement" ne permet pas une discussion sensée de la cosmologie du Big Bang ou de l'évolution biologique". Par exemple, Roger Penrose a fait remarquer : "L'évolution de la vie consciente sur cette planète est due à des mutations appropriées ayant eu lieu à différents moments. Ceux-ci, vraisemblablement, sont des événements quantiques, donc ils n'existeraient que sous une forme superposée linéairement jusqu'à ce qu'ils mènent finalement à l'évolution d'un être conscient - dont l'existence même dépend du fait que toutes les bonnes mutations ont "réellement" eu lieu !" D'autres supposent en outre un esprit universel (voir aussi panpsychisme et panexperientialism). D'autres chercheurs ont exprimé des objections similaires à l'introduction de tout élément subjectif dans l'effondrement de la fonction d'onde,,.

## Testabilité
Toutes les interprétations de la mécanique quantique sont empiriquement indiscernables, car elles prédisent toutes les mêmes résultats aux expériences de mécanique quantique. Il a été avancé que les résultats des expériences d'effacement quantique à choix retardé falsifient empiriquement cette interprétation. Cependant, l'argument s'est avéré invalide car un motif d'interférence ne serait visible qu'après que les détections post-mesure aient été corrélées grâce à l'utilisation d'un compteur de coïncidences ; si ce n'était pas vrai, l'expérience permettrait d'envoyer un signal dans le passé. L'expérience de la gomme quantique à choix retardé a également été utilisée pour plaider en faveur de cette interprétation,, mais, comme pour d'autres arguments, aucune des références citées ne prouve ou ne falsifie cette interprétation.

## Réception
Un sondage a été réalisé lors d'une conférence sur la mécanique quantique en 2011 auprès de 33 participants (dont des physiciens, des mathématiciens et des philosophes). Les chercheurs ont découvert que 6% des participants (2 sur 33) ont indiqué qu'ils pensaient que l'observateur "joue un rôle physique distinctif (par exemple, effondrement de la fonction d'onde par la conscience)". Ce sondage indique également que 55% (18 sur 33) ont indiqué qu'ils pensaient que l'observateur "joue un rôle fondamental dans l'application du formalisme mais ne joue aucun rôle physique distinct". Ils mentionnent également que "les récits populaires ont parfois suggéré que l'interprétation de Copenhague attribue un tel rôle à la conscience. "À notre avis, c'est méconnaître l'interprétation de Copenhague."

### Opinions des pionniers de la mécanique quantique
De nombreux initiateurs de la théorie de la mécanique quantique ont soutenu que les humains peuvent interroger efficacement la nature en interagissant avec elle, et qu'à cet égard, la mécanique quantique n'est pas différente de la mécanique classique,,. De plus, Werner Heisenberg a soutenu que l'effondrement de la fonction d'onde, "Le changement discontinu de la fonction de probabilité", a lieu lorsque le résultat d'une mesure est enregistré dans l'esprit d'un observateur. Cependant, c'est parce qu'il a compris la fonction de probabilité comme un artefact de la connaissance humaine : il a également soutenu que la réalité de la transition matérielle du « possible » au « réel » était indépendante de l'esprit. Albert Einstein, qui croyait au réalisme et n'acceptait pas l'exhaustivité théorique de la mécanique quantique, a également fait appel à la conception simplement épistémique de la fonction d'onde : « Je préconise qu'on ne conçoive la fonction d'onde (Ψ) que comme une description incomplète d'un état de choses réel, où l'incomplétude de la description est forcée par le fait que l'observation de l'état ne peut saisir qu'une partie de la situation factuelle réelle. Alors on peut au moins échapper à la conception singulière que l'observation (conçue comme un acte de conscience) influence l'état physique réel des choses ; le changement de la fonction Ψ par l'observation ne correspond alors pas essentiellement au changement d'un fait réel mais plutôt à l'altération de notre connaissance de ce fait. » Bohr a également pris un intérêt actif dans les implications philosophiques des théories quantiques telles que son principe de complémentarité. Il croyait que la théorie quantique offre une description complète de la nature, bien qu'elle soit tout simplement mal adaptée aux expériences quotidiennes - qui sont mieux décrites par la mécanique classique et la probabilité. Bohr n'a jamais spécifié de ligne de démarcation au-dessus de laquelle les objets cessent d'être quantiques et deviennent classiques. Il croyait que ce n'était pas une question de physique, mais de philosophie ou de convenance.